# Geothlypis tolmiei
El chipe cabecigrís de Tolmie (Geothlypis tolmiei) es una especie de ave migratoria de la familia de los parúlidos que anida en el este de Norteamérica e invierna en México y América Central.

## Descripción
Mide de 12 a 13 cm en su edad adulta. El macho es de cabeza y pecho grises, con un anillo ocular blanco interrumpido por adelante y por detrás. Los lores son negros. Hay machas negras en la garganta y el pecho. Las partes dorsales, desde la nuca hasta la cola, son de color pardo oliváceo. El resto de las partes ventrales (parte inferior del pecho, vientre y cobertoras inferiores de la cola) son amarillas, con algo de oliva en los costados.
La hembra es similar al macho, pero con la cabeza y el pecho más pálidos, y la garganta blancuzca.
Los individuos inmaduros son parecidos a la hembra adulta, pero con la cabeza más deslavada y la garganta blancuzca. Los juveniles presentan dos barras pálidas en cada ala, característica ausente en los adultos.
Resulta parecida a las especies orientales O. agilis y G. philadelphia, pero se encuentra separada geográficamente de ambas.

## Distribución y hábitat
Se distribuye desde el sureste de Alaska a  través del oeste de Canadá y el noroeste de Estados Unidos. Hay sin embargo pequeñas poblaciones más al sur, encontrándose dispersas en el sur de California, Arizona y Nuevo México. La población que anida más al sur se encuentra en México, en los estados de Coahuila y Nuevo León.
Es un ave migratoria cuya área de invernada se extiende desde el noroeste de México (Sonora, sur de la península de Baja California) hasta Chiapas. En este país es bastante común, sobre todo en los estados del oeste. Está ausente en el Golfo y la península de Yucatán. En América Central se distribuye desde Guatemala hasta Costa Rica, estando ausente en Belice. En Costa Rica su distribución puede sobrelaparse con la de G. philadelphia.
Es una especie que habita bosques húmedos de coníferas y bosques mixtos de clima templado húmedo, pero contrario a las otras especies de su género, también habita en aŕeas semiáridas, tales como matorrales y chaparrales. Se alimenta principalmente en el suelo.
Construye su nido en un arbusto. El nido tiene forma de taza y la hembra pone entre 3 y 5 huevos blancos con manchas pardas.